# Ėta trevožnaja zima
Ėta trevožnaja zima (Эта тревожная зима) è un film del 1975 diretto da Igor' Nikolaev.

## Trama
Kolja Filatov finisce con una grave malattia in un sanatorio, dove dovrà restare immobile per molti mesi. Kolya si riprende e non diventa acido. C'è molto divertimento nel reparto e ogni giorno accade un evento imprevedibile in una squadra amichevole. Ma il ragazzo non ha abbastanza coraggio per molto tempo. Sentendosi meglio, l'eroe scappa dal sanatorio.